# Соляник, Владимир Фёдорович
Владимир Фёдорович Соляник (1915—1993) — участник Великой Отечественной войны, заместитель командира 20-го гвардейского Севастопольского бомбардировочного авиационного полка 13-й гвардейской бомбардировочной авиационной дивизии 2-го гвардейского бомбардировочного авиационного корпуса 18-й воздушной армии, гвардии майор. Герой Советского Союза.

## Биография
Родился 13 июня 1915 года в селе Развильное области Войска Донского (ныне Песчанокопского района Ростовской области) в семье крестьянина. Русский.
В возрасте 9 лет поступил в сельскую школу и в 1931 году окончил её. Когда ему было 14 лет — вёл занятия на курсах ликвидации безграмотности (ликбез) взрослых.
Работал слесарем и контролёром-приёмщиком на заводе «Ростсельмаш».
В Красной Армии с 1935 года. В 1938 году окончил Сталинградскую военно-авиационную школу лётчиков. Служил младшим и старшим лётчиком 8-го дальнебомбардировочного авиаполка 2-й отдельной армии, командиром звена 139-го дальнебомбардировочного авиаполка 5-го авиакорпуса Дальневосточного фронта.
На фронтах Великой Отечественной войны с мая 1942 года. Член ВКП(б) с 1942 года. Был командиром звена, заместителем и командиром эскадрильи 840-го дальнебомбардировочного авиационного полка, с 4 июня 1943 года — командиром эскадрильи и заместителем командира 20-го гвардейского бомбардировочного полка. Воевал в частях Авиации дальнего действия (АДД) и в составе 18-й воздушной армии. Летал на самолётах У-2, Р-5, ДБ-3, большинство вылетов совершил на Ил-4. Ни разу не был ранен или сбит.
К маю 1945 года совершил 212 боевых вылетов (из них 207 — ночью) на бомбардировку военно-промышленных объектов в тылу противника, из них: 39 боевых вылетов на контроль, 22 — на освещение цели, 16 — на разведку погоды. Занимался подготовкой и вводом в строй молодых лётчиков, всего им подготовлено 15 пилотов.

Могила Соляника на Северном кладбище Ростова-на-Дону.

Успешно выполнил 16 боевых вылетов на особо дальние цели:
- в 1944 году — 26 февраля — Хельсинки; 11 апреля — Констанца; 11 мая — Люблин; 5 и 6 июня — Яссы; 23 августа — Тильзит (Советск); 14 сентября и 26 октября — Будапешт; 15 и 20 сентября — Дебрецен; 7 октября — Бреслау (Вроцлав).
- в 1945 году — 15 января — Лодзь; 20 февраля — Штеттин (Щецин); 9 марта — Кёнигсберг (Калининград); 20 марта — Данциг (Гданьск); 20 апреля — Берлин.

В 1947 году окончил Курсы усовершенствования офицерского состава (КУОС) при 2-й Ивановской высшей авиационной офицерской школе дальней авиации. До 1954 года служил заместителем командира, одновременно инспектором-лётчиком по технике пилотирования и теории полётов 202-го гвардейского бомбардировочного авиаполка, затем до 1957 года — заместителем командира по лётной подготовке 132-го бомбардировочного авиаполка. 26 июня 1956 года ему присвоено звание «Военный лётчик 1 класса».
С февраля 1957 года в запасе в звании полковника.
Жил в городе Ростов-на-Дону. Начал работать с 1958 года в Ростовском государственном университете: сначала преподавателем гражданской обороны, а затем старшим преподавателем, начальником курса гражданской обороны военной кафедры. В 1970 году окончил РГУ и продолжил работу в университете. 30 июня 1987 года уволился из университета.
Умер 28 октября 1993 года, похоронен в Ростове-на-Дону.

## Награды
- Указом Президиума Верховного Совета СССР от 15 мая 1946 года за образцовое выполнение боевых заданий командования на фронте борьбы с немецко-фашистскими захватчиками и проявленные при этом мужество и героизм гвардии майору Солянику Владимиру Фёдоровичу присвоено звание Героя Советского Союза с вручением ордена Ленина и медали «Золотая Звезда» (№ 9068).
- Награждён четырьмя орденами Красного Знамени (31.12.1942; 07.09.1943; 28.09.1956; 30.12.1956), орденами Александра Невского (20.05.1944), Отечественной войны 1-й степени (06.04.1985), двумя орденами Красной Звезды (15.11.1950; 04.06.1955), а также медалями «За боевые заслуги», «За оборону Ленинграда», «За оборону Сталинграда», «За Победу над Германией», «За взятие Будапешта», «За взятие Берлина», «ХХХ лет Советской Армии и Военно-Морскому Флоту».

## Память
- Мемориальная доска в память о Солянике установлена Российским военно-историческим обществом на здании Развиленской средней школы, где он учился.